# 第四次対仏大同盟
第四次対仏大同盟（だいよじたいふつだいどうめい、Fourth Coalition, 1806年10月9日 - 1807年7月7日）は、ナポレオン1世のフランス帝国による覇権に挑戦するため、ヨーロッパ諸国が結成した同盟である。この同盟にはプロイセン王国、ロシア帝国、ザクセン王国、スウェーデン、イギリスが参加した。この同盟の加盟国の中には第三次対仏大同盟で過去にフランスと交戦したことがある国もあり、ほとんど平和な期間を置かずに戦争状態に突入した。1806年10月9日にプロイセンはオーストリア帝国の敗北とライン同盟の形成によるフランスの強大化を恐れ、新たに形成された同盟に加入した。プロイセンとロシアは戦いに備え動員を行い、プロイセン軍はザクセンに集結した。
ナポレオンは1806年10月14日のイエナ・アウエルシュタットの戦いで迅速な軍事行動によりプロイセンを激しく打ち負かした。フランス軍はナポレオン指揮の下、プロイセンを占領し、プロイセン軍の残党を追撃、そしてベルリンを占領した。次にフランスはポーランドとロシアの国境にある東プロイセンへと進軍する。ロシア軍は1807年6月14日のフリートラントの戦いで壊滅し、その3日後にロシアはフランスへ停戦を求めた。
第四次対仏大同盟の崩壊後も、イギリスはフランスとの対立姿勢を維持した。1807年の終わりにはフランスとスペインの連合軍がイギリスの同盟国であるポルトガルに侵攻して半島戦争が始まり、大陸で再度対フランス感情が悪化した。1809年にオーストリアが対仏戦争に再度加わる事で第五次対仏大同盟が結成された。

## 同盟
1805年12月2日、アウステルリッツの戦いに勝利したナポレオンは、オーストリアを第三次対仏大同盟から脱落させた。しかし、イギリス、ロシア、スウェーデンは依然として同盟を維持していた。1806年7月、ナポレオンはライン同盟を結成、これによってフランスの覇権は中部ドイツまで及ぶこととなった。領域を接するプロイセンは、1795年のバーゼルの和約以来10年に渡って中立を維持していたが、これにより危機感を抱いた。既に前年の戦役中にフランス軍によりアンスバッハが領土侵犯を受けた事で反仏感情が高まっており、加えて、ナポレオンがイギリスとの交渉にて、プロイセン領となっていたハノーファーを断りなくイギリスに手渡そうとした事を知るに及び、普仏の対立は避けられないものとなった。プロイセンは7月にロシアと同盟を結んだ。イギリスなども含む第四次対仏大同盟は10月6日に成立した。
第四次対仏大同盟に参加した国家は以下のとおりである。
- プロイセン王国
- ロシア帝国
- グレートブリテンおよびアイルランド連合王国（イギリス）

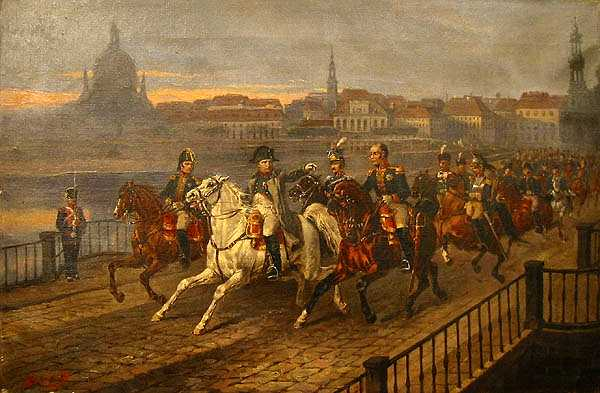
エルベ川を渡るナポレオン

- ザクセン王国
- スウェーデン王国

## ドイツ・ポーランド戦役（1806年 - 1807年）

### イエナ・アウエルシュタットの戦い
プロイセン国王フリードリヒ・ヴィルヘルム3世は、国力の差もあり、フランスとの開戦に必ずしも賛成ではなかったが、王妃ルイーゼ、プロイセン王子ルイ・フェルディナントといった反ナポレオンの急先鋒はさかんに王を焚き付け、ついに開戦の決意を固めさせる。
プロイセンは軍の動員を開始したものの、作戦計画や指揮権の所在が明確でなかったため、動員は遅々として進まなかった。1806年9月26日、プロイセンはフランス軍のドイツからの撤退を要求する最後通牒を突きつけたが、これは前日の9月25日にナポレオンがパリを発した後だった。こうしたプロイセン軍の初動の遅れは、フランス軍に態勢を整える時間を与えてしまう。
10月9日、プロイセン軍はフランスへ宣戦布告し、15万の兵力をもってテューリンゲンへ侵攻した。ナポレオンは直ちに20万の兵力をもってバイエルンからザクセン方面へ向けて進撃。10月10日、ザールフェルトの戦いでランヌ軍団がプロイセン軍先鋒のルイ・フェルディナント親王を戦死させた。
プロイセン軍本隊も、10月14日のイエナ・アウエルシュタットの戦いで壊滅的打撃を受けた。イエナ方面ではナポレオン率いるフランス軍主力がプロイセン軍の後衛部隊を撃破。アウエルシュタット方面ではフリードリヒ・ヴィルヘルム3世とブラウンシュヴァイク公に率いられたプロイセン軍主力が、2倍の兵力をもってダヴー軍団に攻撃をかけるが撃退された。
フランス軍は敗走するプロイセン軍を追撃し、10月25日、プロイセンの首都ベルリンを制圧。10月27日にナポレオンもベルリンへ入城した。開戦からわずか19日後の出来事であった。フリードリヒ2世（大王）の墓所を訪れたナポレオンは、「彼が生きていれば我々は今日ここにいなかっただろう」と語ったという。11月6日、マクデブルクの守備隊が降伏し、事実上、国内のプロイセン軍は消滅した。

### アイラウの戦い
フリードリヒ・ヴィルヘルム3世は東プロイセンへ逃れ、ケーニヒスベルクを臨時首都とした。ロシアは10万の援軍を東プロイセンへ集結させた。ナポレオンはポーランドに進軍。ポーランド人はナポレオンを祖国の解放者として熱狂的に迎え入れた。
1807年1月末、厳寒の中をフランス軍はケーニヒスベルクへ向けて侵攻。2月7日-8日、ロシア・プロイセン連合軍とアイラウの戦いで衝突した。吹雪の中の戦いは苦戦となり、フランス軍はロシア軍の撤退によって辛勝を得るが、両軍共におびただしい死傷者を出し決着はつかなかった。フランス軍は一旦後退し、ルフェーブルを指揮官として3月18日からダンツィヒの攻囲戦を開始し、5月27日にプロイセン軍守備隊が降伏した。

### フリートラントの戦い
ロシア軍も再編成を終え、6月に活動を再開する。6月10日のハイルスベルクの戦いでフランス軍に対して戦術的勝利を収め後退した。ナポレオンは、ロシア軍を追うのではなく、その出撃拠点を叩くことを企図し、ケーニヒスベルクへ軍を向けた。ロシア軍は、フランス軍の中で最も東側を進撃していたランヌ軍団に攻撃を仕掛けたが、ナポレオンの率いるフランス軍主力に捕捉され、6月14日のフリートラントの戦いで大打撃を受けた。6月16日にはスルトがケーニヒスベルクを占領し、プロイセンは完全に敗北した。

## 戦後処理
7月7日-9日、ティルジットの和約が締結され、ロシアとプロイセンはフランスと講和、同盟から脱落した。ナポレオンはプロイセンから割譲させた領土にヴェストファーレン王国を建国し、弟のジェローム・ボナパルトを王に即位させた。さらに、ポーランドを独立させてワルシャワ公国を建国した。これによってナポレオンは中欧および東欧における覇権を獲得した。
この後、大陸封鎖令への参加を拒否したスウェーデンに対し、ナポレオンはロシア皇帝アレクサンドル1世と会談し、翌1808年、ロシア・スウェーデン戦争を引き起こさせた。これによりナポレオンは北欧をも制圧した。